# Amblypodia husaina
Amblypodia husaina är en fjärilsart som beskrevs av Hans Fruhstorfer 1914. Amblypodia husaina ingår i släktet Amblypodia och familjen juvelvingar. Inga underarter finns listade i Catalogue of Life.